# Miconia schippii
Miconia schippii är en tvåhjärtbladig växtart som beskrevs av Paul Carpenter Standley. Miconia schippii ingår i släktet Miconia och familjen Melastomataceae.
Artens utbredningsområde är Belize. Inga underarter finns listade i Catalogue of Life.